# Codicilo

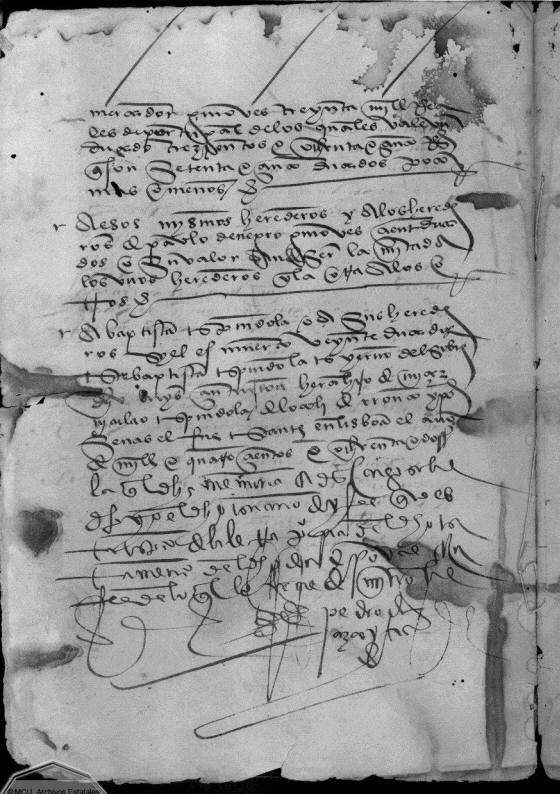
Sexta y última página del codicilo de Cristóbal Colón, fechado el 19 de mayo de 1506.

Un codicilo o codicilio es, en Derecho, una disposición que el testador añade a su testamento con posterioridad a ser otorgado y que tiene como objeto realizarle una modificación no sustancial, siempre y cuando no se alteren los herederos ni cualquiera de las condiciones que les afectan en tal condición. Su origen se remonta al Derecho romano.
Son admitidos en el Derecho civil foral navarro, el catalán y en el Derecho Foral Balear. Los requisitos exigidos para su otorgamiento son los mismos que para realizar un testamento.
En el Derecho portugués la figura es idéntica, aunque con más restricciones, dado que solo es posible establecer algunos reconocimientos, dádivas e instrucciones sobre cuestiones menores.

## Historia
Los codicilos, que en un principio eran meros encargos del testador al heredero sin fuerza de obligar, fueron introducidos por Lucio Léntulo en tiempos del emperador Augusto a quien aquel había instituido heredero y a quien rogó en los codicilos que entregase algunos fideicomisos, lo que no solo cumplió el emperador sino que le indujo a establecer de acuerdo con el jurisconsulto Trebacio que los herederos viniesen obligados a prestar los fideicomisos. 
Así fue considerado posteriormente en las leyes españolas de las Partidas y de Toro, estableciendo que tanto el codicilo nuncupativo como el cerrado debían revestir las mismas solemnidades que los testamentos abiertos.